# Klenební pole

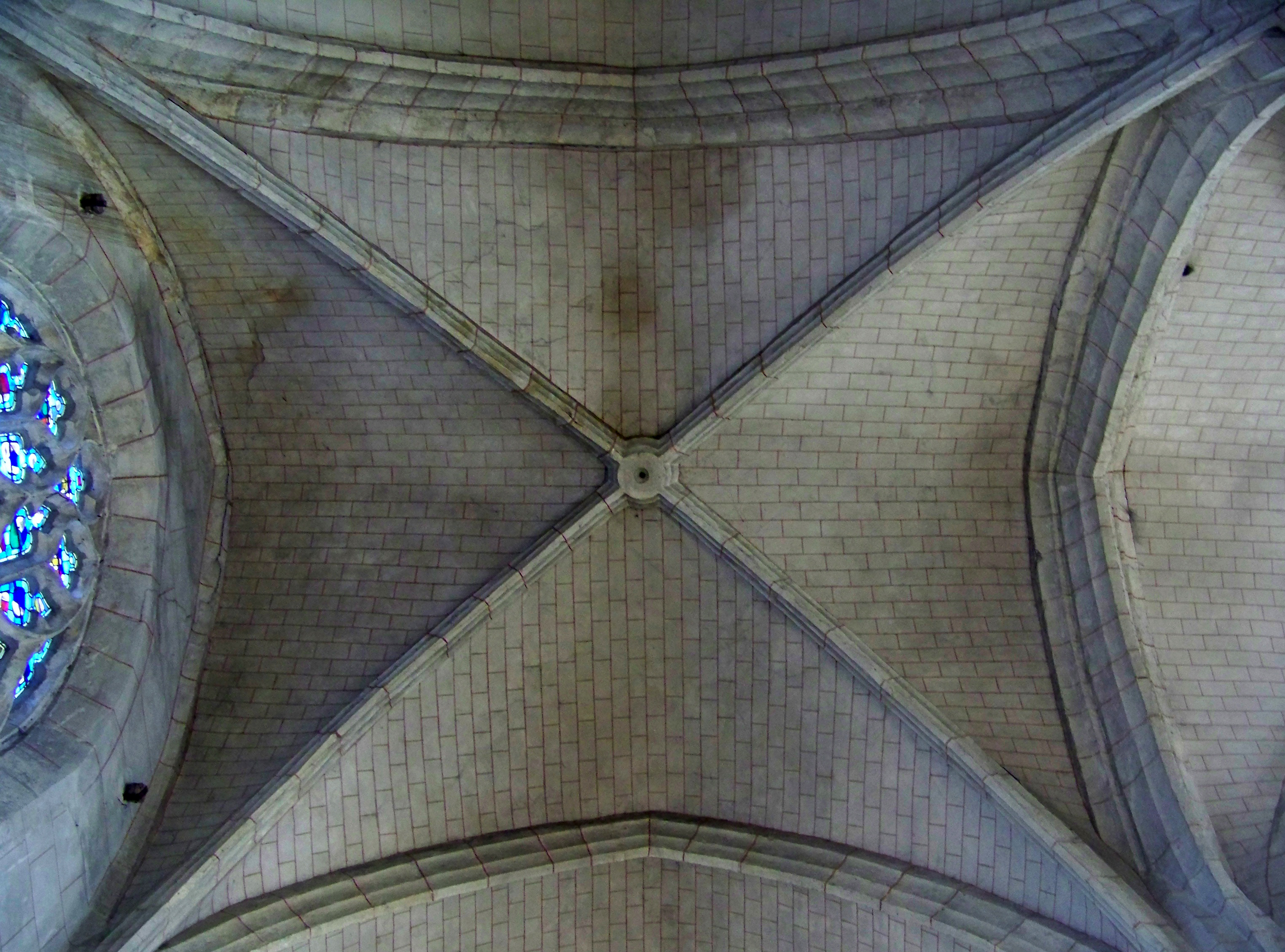
Klenební pole s křížovou klenbou a žebry (Ablis, Francie)

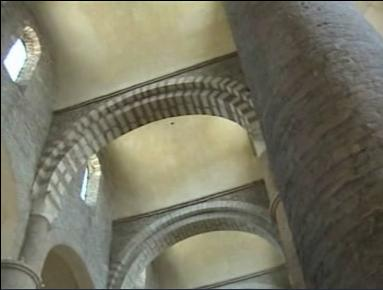
Klenební pole s příčnou valenou klenbou (Tournus, Francie)

Klenební pole čili travé je část půdorysu klenuté budovy nebo prostoru, nad níž se tvoří jednotlivá klenba. Má nejčastěji tvar obdélníku nebo čtverce a je omezeno stěnami nebo klenebními oblouky (pasy) mezi sloupy a pilíři. Tvar klenebního pole a jeho podpěr spoluurčuje i konstrukci klenby: například valená klenba je možná jen nad polem, jehož dvě protilehlé strany tvoří stěny.

## Popis
Zakrytí větších prostor klenbou omezuje jednak technicky dosažitelný rozpon (vzdálenost podpor) klenby, jednak tvar prostoru. Podlouhlé prostory se proto zpravidla člení na pole, veliké prostory se člení sloupy nebo pilíři jednak podélně na lodi a ty pak příčně na jednotlivá klenební pole. Typ klenby může být ve všech polích stejný (nejčastěji křížová klenba, se žebry nebo bez nich), anebo lze různé typy kombinovat.